# Dieter Hauke
Dieter Hauke (* 7. Dezember 1930 in Hamburg; † 3. November 2009 ebenda) war ein Hamburger Politiker (CDU).

## Leben
Hauke besuchte in Hamburg zunächst die Volksschule und ab 1941 die Gelehrtenschule des Johanneums, auf der er 1950 das Abitur bestand. Anschließend studierte er Rechtswissenschaften in München und Hamburg und legte 1953 das Referendarexamen ab. Nachdem er 1957 bei Hans Möller mit der Arbeit „Der prima-facie Beweis unter besonderer Berücksichtigung des Privatversicherungsrechtes“ zum Doktor der Rechte promoviert worden war, legte er 1958 das Assessorexamen ab. Nach kurzer Tätigkeit als Rechtsanwalt und einem mehrmonatigen Aufenthalt in England trat er 1960 in die väterliche Im- und Exportfirma Kurt E. F. W. Hauke ein, deren geschäftsführender Gesellschafter er 1969 wurde.
Hauke, der in Winterhude wohnte, engagierte sich politisch in der CDU, für die er von 1970 bis 1974 der Bezirksversammlung im Bezirk Hamburg-Nord angehörte. Zeitgleich war er auch Deputierter der Finanzbehörde und der Behörde für Schule, Jugend und Berufsbildung. Von 1974 bis 1986 war er für die CDU Mitglied der Hamburgischen Bürgerschaft. Von 1978 bis 1985 war er Schriftführer der Bürgerschaft und von 1978 bis 1983 Vorsitzender des Verkehrsausschusses, dem er anschließend noch bis zu seinem Ausscheiden aus dem Parlament angehörte. Zudem gehörte er von 1974 an dem Bauausschuss der Bürgerschaft an. Bei der Wahl zum Fraktionsvorstand im Januar 1977 kandidierte er für die Nachfolge Klaus Franckes, der in den Deutschen Bundestag eingezogen war, als Beisitzer, unterlag aber dem Harburger Karl-Heinz Ehlers. Als verkehrspolitischer Sprecher der CDU-Fraktion sprach er sich 1979 für den Bau von Stadtautobahnen in Hamburg aus. Insbesondere müssten die Osttangente, die Südspange durch den Hafen und die Nordspange als Autobahnanbindung in Lokstedt und Schnelsen gebaut werden. Im selben Jahr sprach er sich dafür aus, Fahrradwege farbig zu markieren, eine Forderung, die dann auch umgesetzt wurde. In den 1970er Jahren war er Vorstandsmitglied der CDU-Mittelstandsvereinigung in Hamburg.

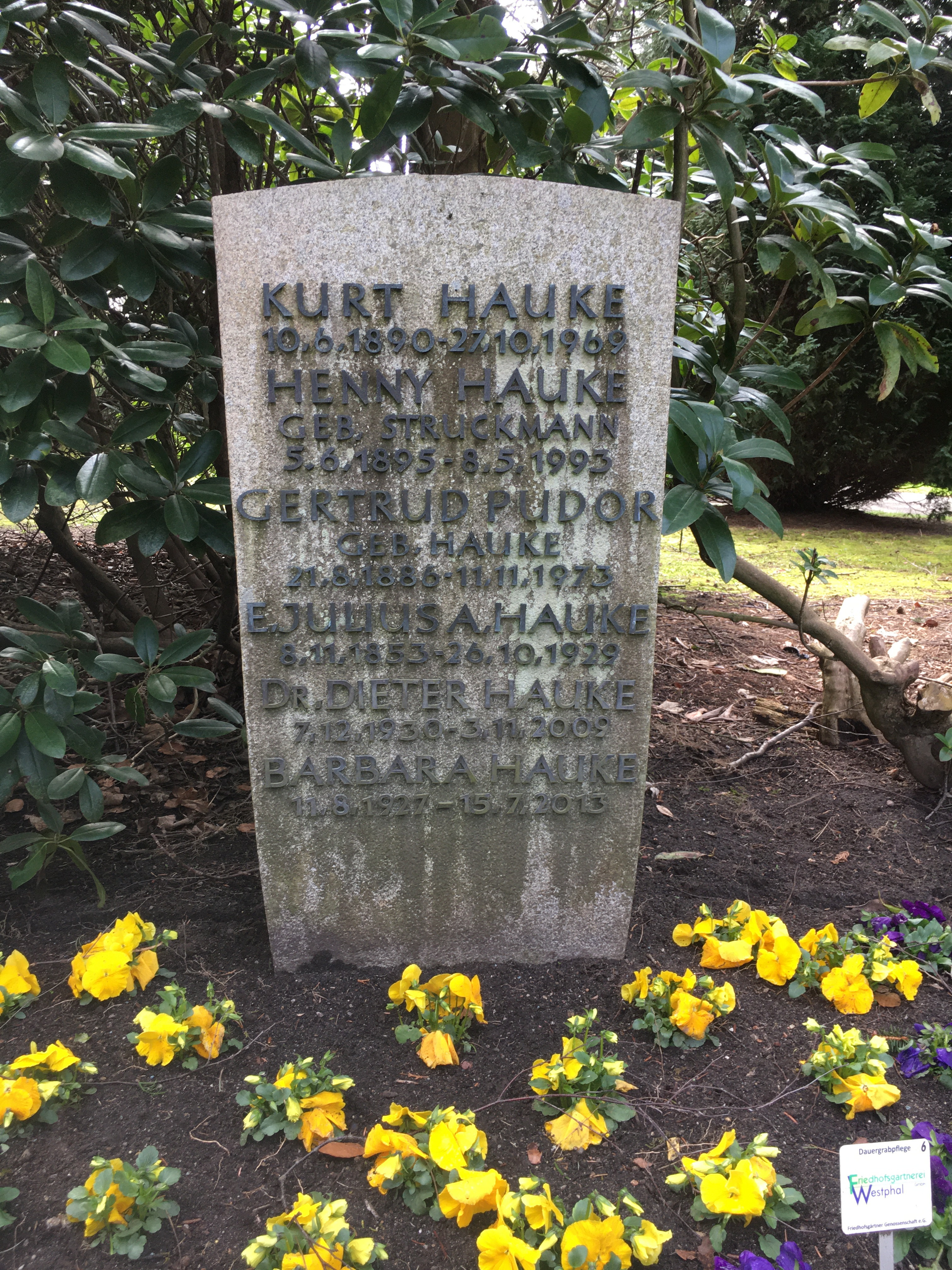
Grabstätte auf dem Friedhof Ohlsdorf

In den 1970er Jahren engagierte er sich gegen die seit 1970 praktizierte Form des fächerübergreifenden Sexualkundeunterrichts an Hamburger Schulen und klagte vor den Verwaltungsgerichten dagegen. Das Verwaltungsgericht Hamburg gab ihm 1972 erstinstanzlich aus formellen Gründen recht, weil die rechtlichen Grundlagen für den Unterricht nicht (wie geschehen) auf dem Verwaltungswege erlassen werden durften, sondern eines Gesetzesbeschlusses bedurft hätten. In der Berufungsinstanz entschied das Oberverwaltungsgericht Hamburg Anfang 1973 zugunsten der Schulbehörde. Das Bundesverwaltungsgericht setzte Ende 1974 das Verfahren aus und legte es dem Bundesverfassungsgericht vor, weil es die Hamburger Regelung – mangels gesetzlicher Grundlage – für verfassungswidrig hielt. Infolge dieser Vorlageentscheidung wurde im Frühjahr 1975 die Entscheidung getroffen, das Hamburgische Schulgesetz zu ändern, um den Sexualkundeunterricht abzusichern. 1978 entschied das Bundesverfassungsgericht, dass Sexualkundeunterricht in der Schule fächerübergreifend erteilt werden könne und kein Vetorecht der Eltern dagegen bestehe. Die Hamburger Regelung von 1970 sei aber verfassungswidrig gewesen, weil die Sexualerziehung in einem förmlichen Gesetz geregelt werden müsse, was vor Ende 1977 nicht der Fall gewesen sei.

## Familie
Hauke war seit 1955 mit der Ärztin Elisabeth Renate, geb. Stumpff, verheiratet, mit der er drei Kinder hatte. Seine letzte Ruhestätte erhielt er auf dem Friedhof Ohlsdorf. Sie liegt im Planquadrat Bv 62 westlich von Kapelle 11.

## Veröffentlichungen
- Der prima-facie Beweis unter besonderer Berücksichtigung des Privatversicherungsrechtes, Dissertation, Universität Hamburg, 1956.